# Restriktiva lungsjukdomar
Restriktiva lungsjukdomar är lungsjukdomar där lungornas totala volym är mindre än normalt. Flera olika sjukdomar, till exempel lungcancer, lungfibros, med flera kan ge upphov till restriktiv sjukdom. Dessa sjukdomar kan i svåra fall ge andnöd.

## Symptom
På grund av den kroniska karaktären hos denna sjukdom är det viktigaste symptomet på restriktiv lungsjukdom progressiva ansträngningsbesvär. För akuta och kroniska fall är några av de vanligaste tecknen andfåddhet, hosta och andningsbesvär.
En undersökning om lungornas funktion, spirometri, görs vid misstanke om lungsjukdom. En spirometri kan bland annat ge svar på huruvida patientens lungor har låg vitalkapacitet, VC, men kan inte ge svar på om denna funktionsnedsättning beror på låg total lungvolym eller hög residualvolym, det vill säga den volym som är kvar i lungorna efter full utandning. Man kan med spirometri avgöra om det föreligger obstruktivitet (täta förhållanden i luftrören), men inte om det föreligger restriktivitet (nedsatt lungvolym). För att mäta den totala lungkapaciteten görs en helkroppspletysmografi.
Obstruktivitet och restriktivitet kan förekomma samtidigt.